# 毛鳳來 (琉球)
毛鳳來（琉球語：／  ?；1832年11月28日—1890年），和名富川親方盛奎（琉球語：／  ?），是琉球國第二尚氏王朝政治家、歌人，為最後的三司官之一。
毛鳳來出生在首里儀保村的毛氏富川殿內家族，是十三世毛世琯（富川親雲上盛有）的次子，母親為毛氏眞牛。富川殿內是豐見城殿內的分支家族，其始祖為毛聖瑞（阿波根親方盛秀）。1872年，毛鳳來曾被任命為檢使，前往宮古、八重山等地監察當地的法制，翌年歸國。
1875年，三司官向有恒（宜灣親方朝保）因為冊封琉球藩王的事件而遭到百姓唾棄，被迫辭去三司官一職。毛鳳來繼任其法司之位。毛鳳來在對日本的政治立場上持較為緩和的態度，既不屬於白黨（親日本派）又不屬於黑黨（反日本派）。琉球王族尚球稱毛鳳來是個「頭腦清晰、才略縱橫」的人物。
1878年，毛鳳來與另一名三司官馬兼才（與那原親方良傑）前赴東京，反對日本在琉球設藩，要求日本同意琉球繼續向中國朝貢，並要求美國、法國公使斡旋。其二人在國內的事務，則由退隱的三司官毛增光（池城親方安邑）代理。
1879年，日本派松田道之前往琉球，將琉球吞併，設置沖繩縣。尚泰王被迫同尚典、尚寅前往東京。馬兼才跟隨前往，毛鳳來與向居謙（浦添親方朝昭）則以中城御殿為中心，組織士族反抗日本的吞併。日本被迫任命他們為縣廳顧問，以緩和日本與琉球士族的矛盾。
與此同時，清朝向日本就琉球問題提出交涉。清國與日本方面達成「分島改約案」的共識，即清廷承認日本佔有琉球，日本將先島群島割讓給清廷，以其地立一琉球王族為王。為反對這一條約，毛鳳來與王大業（國場親雲上）於1882年乘船，途經八重山島，翌年流亡到福州。日本各大報紙紛紛對此進行報導，曾引起日本國內的轟動。1884年，毛鳳來向清朝總理衙門上書，表示琉球士族皆反對分島改約案，堅持要求日本歸還整個琉球領土。
1890年，毛鳳來客死於福州。
其第四子富川盛睦是琉球新報的記者。